# Live (album de Gaston Gagnon)
Pour les articles homonymes, voir Liste des albums intitulés Live.
Live, est le premier album solo présenté par le musicien québécois Gaston Gagnon.

## L'album
Enregistré lors d'une performance au Mid-Winter blues festival dans la ville de Régina, cet album propose des reprises de certains des plus grands classiques du blues américain ainsi qu'une interprétation de Travailler c'est trop dur à la manière de Gaston Gagnon. Cet album fut enregistré avec la participation de CBC Radio performance.

## Musiciens
- Gaston Gagnon - voix et guitare
- Michel (Stan) Deguire - batterie
- Denis Coulombe - basse et voix
- Bruno Dumont - saxophone
- Michel Lalonde - guitare et voix (piste 08)
- Rae Reid - guitare rythmique (piste 05)

## Liste des pistes
| No | Titre                     | Durée |
| -- | ------------------------- | ----- |
| 1. | I'm a Steady Rollin' Man  | 4:39  |
| 2. | Cross Road Blues          | 4:04  |
| 3. | You don't love me         | 5:05  |
| 4. | I guess i showed her      | 5:25  |
| 5. | Stormy monday blues       | 8:48  |
| 6. | Rock me baby              | 4:37  |
| 7. | Messin' with the kid      | 4:27  |
| 8. | Travailler c'est trop dur | 4:03  |
| 9. | Not fade away             | 6:46  |

## Informations sur le contenu de l'album
On retrouve sur cet album des pièces musicales écrites par Robert Johnson (piste 1 et 2), Willie Cobb (piste 3), Dennis Walker (piste 4), T-Bone Walker (piste 5), Riley King / Joe Josea (piste 6), Junior Wells (piste 7), Zachary Richard (piste 8) et Norman Petty / Charles Holley (piste 9).